# Droga wojewódzka nr 470
Droga wojewódzka nr 470 (DW470) – droga wojewódzka o długości 56 km, łącząca Kościelec z Kaliszem. Trasa ta leży na obszarze województwa wielkopolskiego i przebiega przez teren powiatów kolskiego, tureckiego i kaliskiego.

## Historia numeracji
Na przestrzeni lat trasa posiadała różne oznaczenia:

| Numer | Kategoria                                                           | Przebieg                                                 | Lata obowiązywania  | Źródło | Uwagi |
| ----- | ------------------------------------------------------------------- | -------------------------------------------------------- | ------------------- | --- | --- |
| ?     | droga drugorzędna                                                   | (Koło – ) Kościelec – Turek – Malanów – Morawin – Kalisz | 1952 – lata 60.     | - Mapa samochodowa Polski 1:1 000 , Warszawa: Państwowe Przedsiębiorstwo Wydawnictw Kartograficznych, 1962. Brak numerów stron w książce - Atlas samochodowy Polski 1:500 000. Wyd. IV. Warszawa: Państwowe Przedsiębiorstwo Wydawnictw Kartograficznych, 1965, s. 72-73, 96-97. | - nieznana numeracja - kategoria na podstawie źródła |
| 143   | droga państwowa                                                     | Koło – Turek – Kalisz                                    | lata 60. – lata 70. | - Zarządzenie Ministra Komunikacji z dnia 3 marca 1965 r. w sprawie dopuszczenia do ruchu na określonych drogach publicznych niektórych ciężkich pojazdów (M.P. z 1965 r. nr 15, poz. 56) - Zarządzenie Ministra Komunikacji z dnia 9 października 1967 r. w sprawie dopuszczenia do ruchu na drogach publicznych niektórych ciężkich pojazdów (M.P. z 1967 r. nr 57, poz. 278) | - dozwolony ruch ciężki – dopuszczalny nacisk na oś do 10 ton - na ówcześnie wydawanych mapach droga pojawiała się jako drugorzędna                                 |
| –     | droga państwowa                                                     | Koło – Turek – Kalisz                                    | lata 70. – 1985     | Zarządzenie Ministra Komunikacji z dnia 18 stycznia 1972 r. w sprawie dopuszczenia do ruchu na drogach publicznych niektórych ciężkich pojazdów (M.P. z 1972 r. nr 10, poz. 75) | - droga nie posiadała numeracji - dozwolony ruch ciężki – dopuszczalny nacisk na oś do 10 ton - na ówcześnie wydawanych mapach droga pojawiała się jako drugorzędna |
| 470   | • droga krajowa: 1985 – 31 XII 1998 • droga wojewódzka: od 1 I 1999 | Kościelec – Marulew – Turek – Kalisz                     | od 1985             | - Uchwała nr 192 Rady Ministrów z dnia 2 grudnia 1985 r. w sprawie zaliczenia dróg do kategorii dróg krajowych (M.P. z 1986 r. nr 3, poz. 16) - Polska: Atlas samochodowy 1:300 000. Wyd. pierwsze. Warszawa: Polskie Przedsiębiorstwo Wydawnictw Kartograficznych, 1992. ISBN 83-7000-080-0. Brak numerów stron w książce - Polska: mapa samochodowa 1:700 000, wyd. 1, Szczecin: Wydawnictwo Kartograficzne KOMPAS, 1996–1997, ISBN 83-904373-2-5. Brak numerów stron w książce - Polska: mapa samochodowa 1:700 000, wyd. II Zmienione i poprawione, Szczecin: Wydawnictwo Kartograficzne KOMPAS, 1997–1998, ISBN 83-904373-3-3. Brak numerów stron w książce - Rozporządzenie Rady Ministrów z dnia 15 grudnia 1998 r. w sprawie ustalenia wykazu dróg krajowych i wojewódzkich (Dz.U. z 1998 r. nr 160, poz. 1071) - Polska: mapa samochodowa z podziałem administracyjnym 1:700 000, wyd. V Zmienione, poprawione i uaktualnione, Szczecin: Wydawnictwo Kartograficzne KOMPAS, 1999–2000, ISBN 83-904373-7-6. Brak numerów stron w książce - Polska: mapa samochodowa z podziałem administracyjnym 1:700 000, wyd. XIV Zmienione, poprawione i uaktualnione, Szczecin: Wydawnictwo Kartograficzne KOMPAS, 2005–2006, ISBN 83-904373-7-6. Brak numerów stron w książce - Polska 2016: mapa samochodowa 1:700 000, wyd. XXVII, Dom Wydawniczy PWN, 2016, ISBN 978-83-7705-942-5. Brak numerów stron w książce - Polska 2020/2021: mapa samochodowa 1:700 000, Grupa PWN, 2020, ISBN 978-83-65808-36-3. Brak numerów stron w książce | ograniczenia dla ruchu ciężkiego |

## Dopuszczalny nacisk na oś
Od 13 marca 2021 roku na drodze dozwolony jest ruch pojazdów o nacisku pojedynczej osi do 11,5 tony z wyjątkiem określonych miejsc oznaczonych znakiem zakazu B-19.

### Do 13 marca 2021 r.
Dawniej ruch ciężki o nacisku na pojedynczą oś napędową do 10 ton mógł korzystać z drogi jedynie na odcinku Turek – Kalisz. Na mocy uchwalonego w 2015 roku rozporządzenia Ministerstwa Infrastruktury i Rozwoju podwyższony dopuszczalny nacisk na oś obowiązywał na całej długości trasy.

## Ważniejsze miejscowości leżące na trasie DW470
- Kościelec (DK92)
- Galew
- Turek (DK72)
- Cisew
- Malanów
- Feliksów
- Ceków-Kolonia
- Morawin
- Kamień
- Dębe
- Skarszew
- Kalisz (DK12)